# 맨스필드 타운 FC

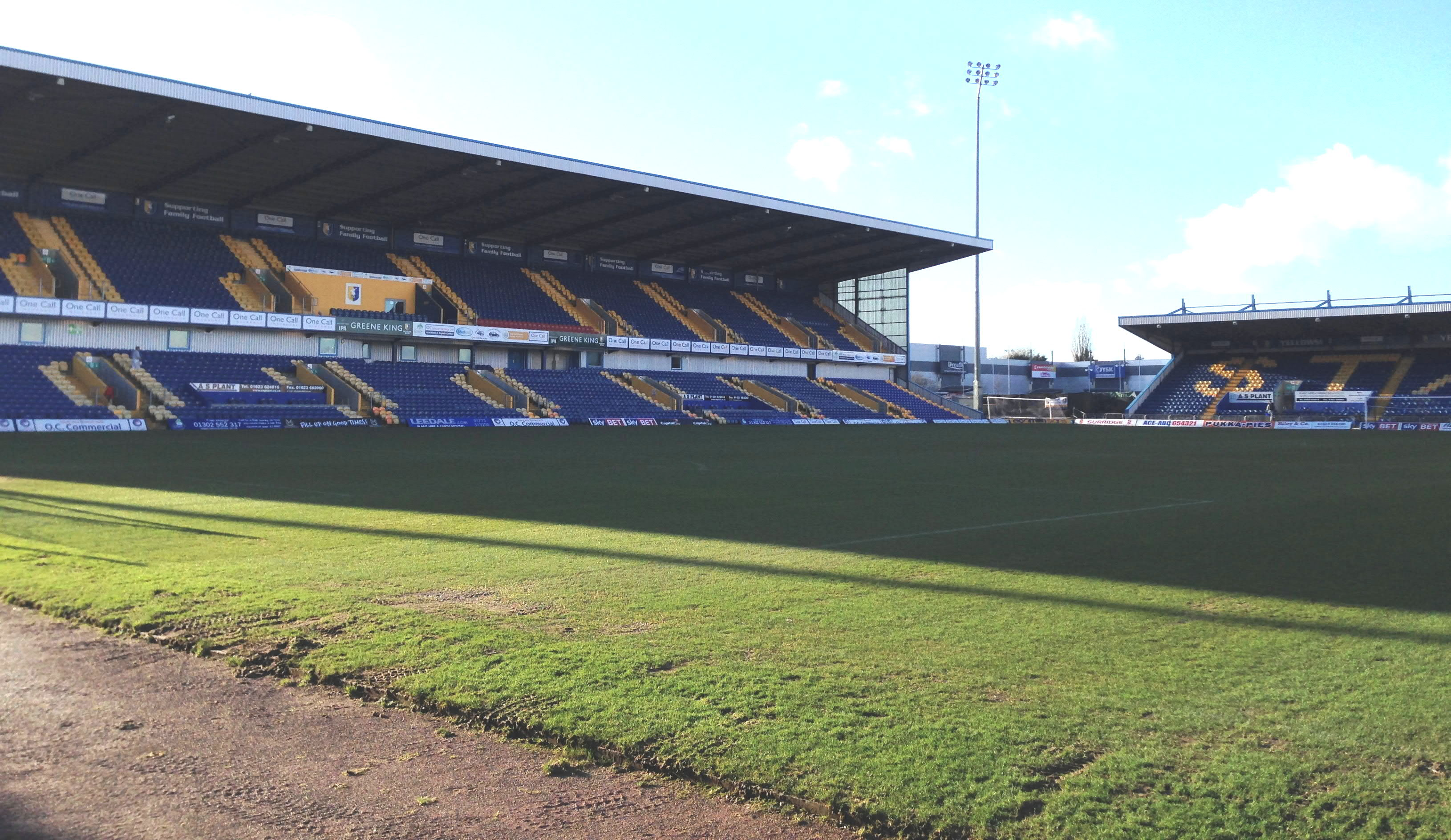

맨스필드 타운 FC(Mansfield Town Football Club)는 잉글랜드 노팅엄셔주 맨스필드를 연고로 하는 축구 클럽이다. 1897년 맨스필드 웨슬리언스(Mansfield Wesleyans)라는 이름으로 창단되었으며 1906년 클럽 이름을 맨스필드 웨슬리(Mansfield Wesley)로 변경했다. 1910년에 현재와 같은 이름으로 변경되어 오늘에 이른다.

## 성적
- 풋볼 리그 3부 우승 1회 (1976–77)
- 풋볼 리그 4부 우승 1회 (1974–75)
- 풋볼 리그 트로피 우승 1회 (1986–87)
- 콘퍼런스 내셔널 우승 1회 (2012-13)

## 선수 명단

### 현역
참고: FIFA 자격 규정에 따라 소속된 국가대표팀 국기를 표시합니다. 선수는 복수의 FIFA 비회원국 국적을 가지고 있을 수 있습니다.
| 번호 | 포지션 | 국적     | 이름          |
| ---- | ------ | -------- | ------------- |
| 7    | FW     | 그레나다 | 루카스 아킨스 |
| 14   | DF     | 잉글랜드 | 아덴 플린트   |
| 16   | MF     | 아일랜드 | 스티븐 퀸     |

| 번호 | 포지션 | 국적     | 이름        |
| ---- | ------ | -------- | ----------- |
| 32   | FW     | 뉴질랜드 | 벤 웨인     |
| 44   | MF     | 잉글랜드 | 히람 보아텡 |

## 역대 감독
| 감독          | 임기        |
| ------------- | ----------- |
| 빌리 빙엄     | 1978 ~ 1979 |
| 나이젤 클러프 | 2020 ~      |